# Ларрондо, Марсело
Марсело Алехандро Ларрондо Паэс (исп. Marcelo Alejandro Larrondo Páez; род. 16 августа 1988[…], Тунуян, Мендоса) — аргентинский и чилийский футболист, нападающий клуба «Майпу».
Марсело родился в семье чилийца Марино из города Комбарбала и аргентинки Алисии. В 2016 году он принял решение выступать за Чили.

## Биография
Ларрондо начал карьеру в клубе «Десампарадос». После дебютного сезона он перешёл в «Ривер Плейт», но из-за высокой конкуренции не смог дебютировать за команду. В 2009 году для получения игровой практики Марсело уехал в Уругвай, где недолго играл за «Прогресо». В том же году он переехал в Италию, подписав контракт с «Сиеной». В своём дебютном сезоне Ларрондо играл за молодёжную команду и лишь раз оказался в заявке основы. 1 ноября в матче против «Лацио» он дебютировал в итальянской Серии A. 21 марта 2010 года в поединке против «Болоньи» Марсело забил свой первый гол за «Сиену» в чемпионате. По итогам сезона клуб вылетел в Серию B, но Ларрондо остался в команде и спустя год помог ей вернуться в элиту. В начале 2013 года Марсело перешёл в «Фиорентину» на правах аренды с возможностью последующего выкупа. 3 февраля в матче против «Пармы» он дебютировал за «фиалок», заменив во втором тайме Луку Тони. 3 марта в поединке против «Кьево» Марсело забил свой первый гол за «Фиорентину». По окончании аренды он вернулся в «Сиену».
Летом того же года клуб продал часть прав на Ларрондо за 700 тыс. евро «Торино», а сам Марсело подписал трёхлетний контракт. 17 августа в матче Кубка Италии против «Пескары» он дебютировал за новую команду. 18 мая 2014 года в поединке против своего бывшего клуба «Фиорентина» Ларрондо забил свой первый гол за «Торино».
В начале 2015 года для получения игровой практики Марсело на правах аренды перешёл в «Тигре». 15 февраля в матче против «Крусеро-дель-Норте» он дебютировал за новую команду. 10 марта в поединке против «Темперлей» Ларрондо забил свой первый гол за «Тигре». Летом того же года «Росарио Сентраль» выкупил трансфер Марсело. 18 августа в матче против «Кильмеса» он дебютировал за новый клуб. 23 августа в поединке против «Бельграно» Ларрондо забил свой первый гол за «Росарио Сентраль». 26 февраля 2016 года в матче Кубка Либертадорес против уругвайского «Насьональ» он забил мяч. Летом Марсело был продан в канадский «Монреаль Импакт» и сразу же перепродан в свой бывший клуб «Ривер Плейт», так как команды не могли договориться напрямую. 28 августа в матче против «Банфилда» Ларрондо дебютировал за клуб, заменив во втором тайме Себастьяна Дриусси. В том же месяце он стал обладателем Рекопа Южной Америки. 18 июня 2017 года в поединке против «Расинга» Марсело забил свой первый гол за «Ривер Плейт».
Летом 2018 года Ларрондо был отдан в аренду в «Дефенсу и Хустисию». 12 августа в матче против «Лануса» он дебютировал за новую команду.

## Достижения
«Ривер Плейт»
- Обладатель Рекопы Южной Америки: 2016